# Harald de Jongere
Harald de Jongere (Herioldus iunior in de Annales Xantenses, overleden 864) was een vikingkoning en lid van de Deense koninklijke familie die tussen 841 en 864 heerste over het Zeeuwse eiland Walcheren. Hij was een broer van Rorik van Dorestad (en mogelijk ook van Hemming) en wordt soms verward met zijn oom Harald Klak, naar wie hij waarschijnlijk vernoemd werd. Zijn vader is niet bekend. Afgaande op de jaren waarin hij wordt genoemd was dit Hemming Halfdansson, maar dit zou ook Anulo en Reginfrid kunnen zijn geweest.
Walcheren was in een onbekend jaar door zijn vermoedelijke vader Hemming in leen (beneficium) verkregen van de Roomse keizer. In 837 werd Walcheren echter op Hemming en een Frankische graaf genaamd Eggihard veroverd (beiden werden daarbij gedood) en geplunderd door andere Vikingen. Vermoedelijk waren dit zijn eigen zonen Harald en Rorik. In 841 verkregen Harald en Rorik op hun beurt het dus waarschijnlijk reeds in hun handen verkerende eiland Walcheren in leen (beneficium) van de Roomse keizer Lotharius I als dank voor de aanvallen die hij had ondernomen op Lotharius' vader Lodewijk de Vrome tijdens de burgeroorlogen van de jaren 830. Vermoedelijk gebeurde dit na de door Lotharius verloren Slag bij Fontenoy eerder dat jaar, waarna hij in alle macht op zoek ging naar bondgenoten die hem helpen konden.
Harald was vermoedelijk een heiden en de bevolking van Walcheren was reeds christen. Waarschijnlijk is dit feit de basis geweest voor de bewering van de Frankische historicus Nithard (een tijdgenoot) dat Lotharius een christelijke bevolking onder het bestuur stelde van een groep noormannen en deze toestemming verleende om in het zelfde jaar de christelijke gebieden van zijn vijanden te plunderen. Tussen 840 en 843 was Lotharius betrokken in een burgeroorlog met zijn broers Lodewijk de Duitser en Karel de Kale en Nithard schrijft dat Harald in 842 meevocht in zijn leger. Niet lang daarna stierf Harald en was zijn broer gedwongen om naar het hof van Lodewijk de Duitser te vluchten, waar hij noodgedwongen enkele jaren moest verblijven.
Latere bronnen omschrijven Harald allemaal als een heiden. Zo noemt Prudentius van Troyes hem in zijn Annales Bertiniani een "vervolger van het christelijk geloof en een duivelsaanbidder" en noemt hij zijn leen een "volkomen verfoeilijke misdaad". Desondanks kan hij toch als een jong man gedoopt zijn aan het keizerlijk hof. Harald Klak en zijn gezin werden namelijk mogelijk inclusief Harald in 826 gedoopt in Mainz, waarbij Lotharius peetvader was. Harald's zoon Godfred Haraldson en een van zijn neven bleven ook na het vertrek van Harald de Oudere aan het keizerlijk hof. Aangezien Godfred tot midden jaren 840 bevriend bleef met Lotharius is het goed mogelijk dat Harald zijn neef was, die ook na 826 bij Lotharius bleef en in 834 begon met het uitvoeren van aanvallen op de Friese gebieden van Lodewijk de Vrome.
Harald werd na zijn dood opgevolgd door zijn zoon Rodulf.